# École supérieure de commerce de Clermont
La École supérieure de commerce de Clermont es una escuela de negocios situada en la ciudad de Clermont-Ferrand, Francia. Fundada en 1919, la institución logró el estatus de Gran Escuela otorgado por el Ministerio de Enseñanza Superior e Investigación de Francia y cuenta con acreditación de la AACSB desde 2005. Ofrece programas de pregrado y posgrado.

## Historia
Fundada en 1919, la ESC Clermont se estableció en la ciudad de Clermont-Ferrand. Desde entonces, ha graduado en promedio a a 12 mil estudiantes. Se fusionó con otras tres escuelas de administración de empresas francesas: ESC Amiens, ESCEM y ESC Brest, creando el grupo France Business School en 2013. En 2016 lanzó una fundación como parte de su proyecto estratégico Visión 2020. El objetivo de la fundación es reforzar la apertura social y la igualdad de oportunidades, impulsar la investigación y la innovación, apoyar el espíritu empresarial y fomentar la integración profesional en el mundo empresarial.

## Alumnado destacado
- Jean-Pierre Caillard, CEO de Press Group Groupe Centre-France La Montagne.[2]
- Daniel Chaffraix, CEO de IBM France.[3]
- Joel Ollier, Presidente de Fuji Electric France.[4]
- Sandrine Groslier, Presidenta de Clarins Fragrance Group & Mugler Mode.[5]
- Miguel Valdez Siller, CEO de Cuadrangular Marketing.[6]
- Hélène Etzi, Vicepresidenta de Marketing en Disney France.[7]
- Eric Maugein, CEO de Lego France.[8]
- Arnaud Coureuses, Arnaud Thiollier y Laurent Winderberger, fundadores de Babymoov.[8]